# غيرترود كرين
غيرترود كرين (بالإنجليزية: Gertrude Crain)‏ هي ناشرة أمريكية، ولدت في 9 مارس 1911، وتوفيت في 20 يوليو 1996.